# 0935

Mappa dei prefissi telefonici nella provincia di Enna

0935 è il prefisso telefonico del distretto di Enna, appartenente al compartimento di Catania.
Il distretto comprende la maggior parte della provincia di Enna ed il comune di Capizzi (ME). Confina con i distretti di Cefalù (0921) a ovest e a nord, di Catania (095) a est, di Caltagirone (0933) a sud e di Caltanissetta (0934) a ovest.

## Aree locali e comuni
Il distretto di Enna comprende 19 comuni inclusi nelle 4 aree locali di Enna, Leonforte (ex settori di Agira, Leonforte e Nicosia), Piazza Armerina (ex settori di Piazza Armerina e Valguarnera Caropepe) e Regalbuto (ex settori di Regalbuto e Troina). I comuni compresi nel distretto sono: Agira, Aidone, Assoro, Calascibetta, Capizzi (ME), Catenanuova, Centuripe, Cerami, Enna, Gagliano Castelferrato, Leonforte, Nicosia, Nissoria, Piazza Armerina, Regalbuto, Sperlinga, Troina, Valguarnera Caropepe e Villarosa .